# Encyclia rosariensis
Encyclia rosariensis là một loài thực vật có hoa trong họ Lan. Loài này được Múj.Benítez, R.Pérez & Pupulin mô tả khoa học đầu tiên năm 2006.